# Alpes da Alta Provença
Alpes da Alta Provença é um departamento da França localizado na região Provença-Alpes-Costa Azul. Sua capital é a cidade de Digne-les-Bains.